# Muizz al-Din Muhàmmad
Muizz al-Din Muhàmmad en persa سلطان شہاب الدین محمد غوری (abans de ser nomenat sultà es va dir Xihab al-Din Muhammad ibn Sam) fou un soldà gúrida de la família xansabànida de Ghur, germà de Ghiyath al-Din Muhammad al que va succeir a la seva mort el 1203.
Des que el seu germà Ghiytah ascendí al tron el 1163 hi va cooperar lleialment; se li va encarregar la guerra a l'Índia que va portar a terme amb eficàcia, posant les bases del futur sultanat de Delhi sorgit a la seva mort.
Vers el 1162 una banda d'oghuz s'havia apoderat de Gazni abandonada pel sultà gaznèvida Khusraw Malik, i hi van poder romandre fins que el 1173/1174 el sultà Ghiyath al-Din Muhammad (Shams al-Din Muhammad) va conquerir la ciutat, on va instal·lar com a sultà al seu germà Shihab al-Din Muhammad que va agafar llavors el lakab de Muizz al-Din. El 1175 va expulsar els ismaïlites de Multan i va posar allí un govern ortodox en aquesta província, ocupant tot seguit Uchch. El 1178 va dirigir un exèrcit al Gujarat on fou derrotat pel raja Bhim dels vagheles i va tornar a Gazni només amb la resta d'un exèrcit però el 1179 va conquerir Peshawar i el 1181 Lahore fent presoner a Khusraw Malik, el darrer gaznèvida, annexionant el Panjab als dominis del seu germà. L'hivern de 1190/1191 va envair el regne Chauhan de Delhi i va ocupar Bhatinda però el raja Prithwi Raj li va fer front i el va derrotar a Tarawri (Tarain) prop de Karnal, i Muhammad fou ferit però va aconseguir escapar; va tornar a l'Índia el 1192, va derrotar i matar a Prithwi Raj a Tarawri (Tarain) i va ocupar Hansi, Samana, Guhram i altres fortaleses i va saquejar Ajmer. Va tornar a Gazni i va deixar com a governador a l'Índia al seu esclau turc Kutb al-Din Aybak i aquest va conquerir Delhi que va convertir en la seva capital. El 1197 fou bloquejat a Ajmer i Muhammad li va enviar un exèrcit de socors mercès a la qual fou derrotat el raja Bhim de Gujarat i la seva capital, Anhilvara, fou saquejada. Després va cooperar amb el seu germà en la reconquesta del Khurasan; a la mort del xa de Coràsmia Tekish a Merv (juliol del 1200) el general Muhàmmad Čurbak va ocupar la ciutat on va proclamar la sobirania de Giyaht al-Din, i després les forces dels dos germans van assetjar i ocupar Nixapur. Després Muhammad fou enviat amb un exèrcit a Rayy i la mala conducta de les tropes va crear un conflicte que fou l'únic que va crear un moment de diferències entre els dos germans i Muhàmmad fou enviat a l'Índia.
Ghiyath al-Din va morir a Herat el 1203 després d'unes setmanes de malaltia que l'havien incapacitat per regnar; el seu germà Muizz al-Din, cridat pel malalt, ja havia retornat de l'Índia (1202) i va assolir el govern, i, quan el seu germà va morir, en va esdevenir el successor. Muizz al-Din va conservar Gazni per a si mateix (a més de l'Índia) i va cedir altres parts dels dominis als seus parents: Diya al-Din Muhammad de Nixapur fou instal·lat com a màlik de Firuzkuh i Baha al-Din Sam I va conservar Bamian.
Llavors el xa Muhàmmad de Coràsmia va preparar una campanya per recuperar el Khurasan per la seva dinastia (1203) aprofitant tant la mort de Ghiyath al-Din i que el domini gúrida no era ben acollit a la zona (segons l'historiador Alà-ad-Din Juwayní es van produir confiscacions de gra per les tropes, tot i que el gra havia estat posat sota la protecció de la tomba de l'imam i santó al-Rida a Tus). Ala al-Din Muhammad va reconquerir Merv d'on va expulsar a l'emir Muhàmmad Čurbak, i després va entrar a Nixapur, però fou rebutjat a Herat i en la retirada va empaitar a l'exèrcit corasmi fins a la mateixa Coràsmia, sent aturat per la inundació del país (obrint el dics dels canals de reg). Però al mateix temps els kara-khitai van atacar a l'exèrcit gúrida i el va derrotar completament a Andkhuy a la vora de l'Oxus (1204). Muizz al-Din es va salvar del desastre retirant-se cap a Talakan on fou assetjat per l'exèrcit del Gur Khan dels kara-khitai i el que quedava del seu exèrcit va haver d'abandonar tota la seva impedimenta i l'equip militar per poder retirar-se en seguretat. Quan va arribar a Gazni amb un estat lamentable, l'emir esclau Ildigiz li va refusar l'entrada, i va haver de seguir cap a Multan on el governador tanmateix també li va refusar l'entrada; llavors Muhammad va atacar la ciutat i va vèncer al governador. va designar llavors a Nasir al-Din Kabača com a governador de la província del Sind. Llavors va reorganitzar les seves tropes i va retornar a Gazni que va ocupar, però va respectar la vida d'Ildegiz. Llavors va fer un tractat de pau amb el xa de Coràsmia pel qual va renunciar a tot el Khurasan excepte Balkh i Herat (1205).
L'octubre del 2005 va sortir de Gazni cap a l'Índia. Amb el suport d'Aybak va fer una campanya victoriosa contra els khokars. El març de 1206 fou assassinat per un sicari ismaïlita a la vall de l'Indus on estava fent l'esmentada campanya contra els khokars del Panjab. Llavors l'exèrcit, format per tropes natives de Ghur i altres llocs de l'Afganistan, i per ghulams turcs, es va dividir: els primers van donar suport com a successor a Baha al-Din Sam I de Bamian però aquest va morir en aquells dies i llavors van proposar als seus dos fills Djalal al-Din Ali i Ala al-Din Muhammad; mentre els turcs donaven suport a un nebot Ghiyath al-Din Mahmud (fill de Ghiyath al-Din Muhammad); pel seu costat la secta karramiyya donava suport a Diya al-Din Muhammad de Firuzkuh; les faccions es van enfrontar i Ghiyath al-Din Mahmud va triomfar. En aquestes dissensions el general turc Tadj al-Din Yildiz de Kirman es va apoderar de Gazni (on Ildegiz havia recuperat el poder), mentre el general esclau turc Qutb-ad-Din Àybak assolia el poder a l'Índia (Delhi) i Nasir al-Din Kabača al Sind (Multan).